# 지희열
지희열(池喜烈, 일본식 이름: 中原健나카하라 겐, 1875년 2월 28일 ~ 1941년 5월 20일)은 대한제국과 일제강점기의 관료로, 본적은 충청남도 공주시 봉황동이다.

## 생애
1905년 12월 20일 충청남도 관찰부 주사로 임명되었다. 1906년부터 1908년까지 충청남도 관찰부 주사를 역임했고 1908년 9월 21일 충청남도 직산군수로 임명되었다. 1911년 1월 조선총독부로부터 목배 1개를 받았으며 1912년 8월 1일 일본 정부로부터 한국 병합 기념장을 받았다. 충청남도 직산군수(1910년 10월 1일 ~ 1913년)와 충청남도 공주군수(1914년 3월 1일 ~ 1917년), 충청남도 지방토지조사위원회 임시위원(1915년 ~ 1917년)를 역임했고 1915년 11월 10일 일본 정부로부터 다이쇼 대례 기념장을 받았다.
충청남도 서산군수(1918년 ~ 1922년)와 충청남도 부여군수(1922년 5월 12일 ~ 1924년 12월 9일)를 역임했으며 1921년 3월 30일 일본 정부로부터 훈6등 서보장을 받았다. 1927년 4월 1일과 1930년 5월 1일 충청남도 민선 도평의회원으로 선출되었고 1928년 11월 16일 일본 정부로부터 쇼와 대례 기념장을 받았다. 충청남도 홍산수리조합 이사(1931년 3월 ~ 1935년 4월), 조선총독부 치수조사위원회 위원(1936년 10월), 국민정신총동원조선연맹 평의원(1939년 4월), 조선유도연합회 평의원(1939년 11월)을 역임했다.
1933년 5월 1일과 1937년 5월 11일 충청남도 관선 도회의원으로 선출되었으며 1939년 충청남도 도회부의장을 역임했다. 1939년 6월 3일부터 1941년 5월 20일 사망할 때까지 조선총독부 중추원 참의를 역임했다. 친일파 708인 명단의 중추원 부문, 민족문제연구소의 친일인명사전 수록자 명단의 중추원 부문, 친일반민족행위진상규명위원회가 발표한 친일반민족행위 705인 명단에 포함되었다.

## 참고자료
- 친일반민족행위진상규명위원회 (2009). 〈지희열〉. 《친일반민족행위진상규명 보고서 Ⅳ-17》. 서울. 466~476쪽.